# Горішнє Церовене
Горішнє Церо́вене (болг. Горно Церовене) — село в Монтанській області Болгарії. Входить до складу общини Монтана.

## Населення
За даними перепису населення 2011 року у селі проживали 475 осіб.
Національний склад населення села:
| Національність   | Кількість осіб | Відсоток |
| ---------------- | -------------- | -------- |
| болгари          | 453            | 96,8%    |
| цигани           | 6              | 1,3%     |
| турки            | 0              | 0%       |
| інша             | 0              | 0%       |
| не визначились   | 9              | 1,9%     |
| Всього відповіли | 468            |          |

Розподіл населення за віком у 2011 році:
Динаміка населення: